# Syllegomydas dallonii
Syllegomydas dallonii är en tvåvingeart som beskrevs av Seguy 1936. Syllegomydas dallonii ingår i släktet Syllegomydas och familjen Mydidae. Inga underarter finns listade i Catalogue of Life.